# ジェレミー・ブラック (アッシリア学者)
ジェレミー・アレン・ブラック（Jeremy Allen Black、BA、BPhil、MA、DPhil、1951年9月1日 - 2004年4月28日）は、イギリスのアッシリア学者、シュメール学者で、インターネット上にシュメール文学電子テキストコーパスを設立した人物。ブラックはイギリスのミドルセックス、アイズルワースで生まれ、バッキンガムシャーで育った。2歳の時に急性灰白髄炎で1年間病院に隔離され、5歳の時に母親を亡くしている。1975年にブラックは楔形文字の研究で哲学士を取得した。